# Pavillon (architecture)
Pour les articles homonymes, voir pavillon.

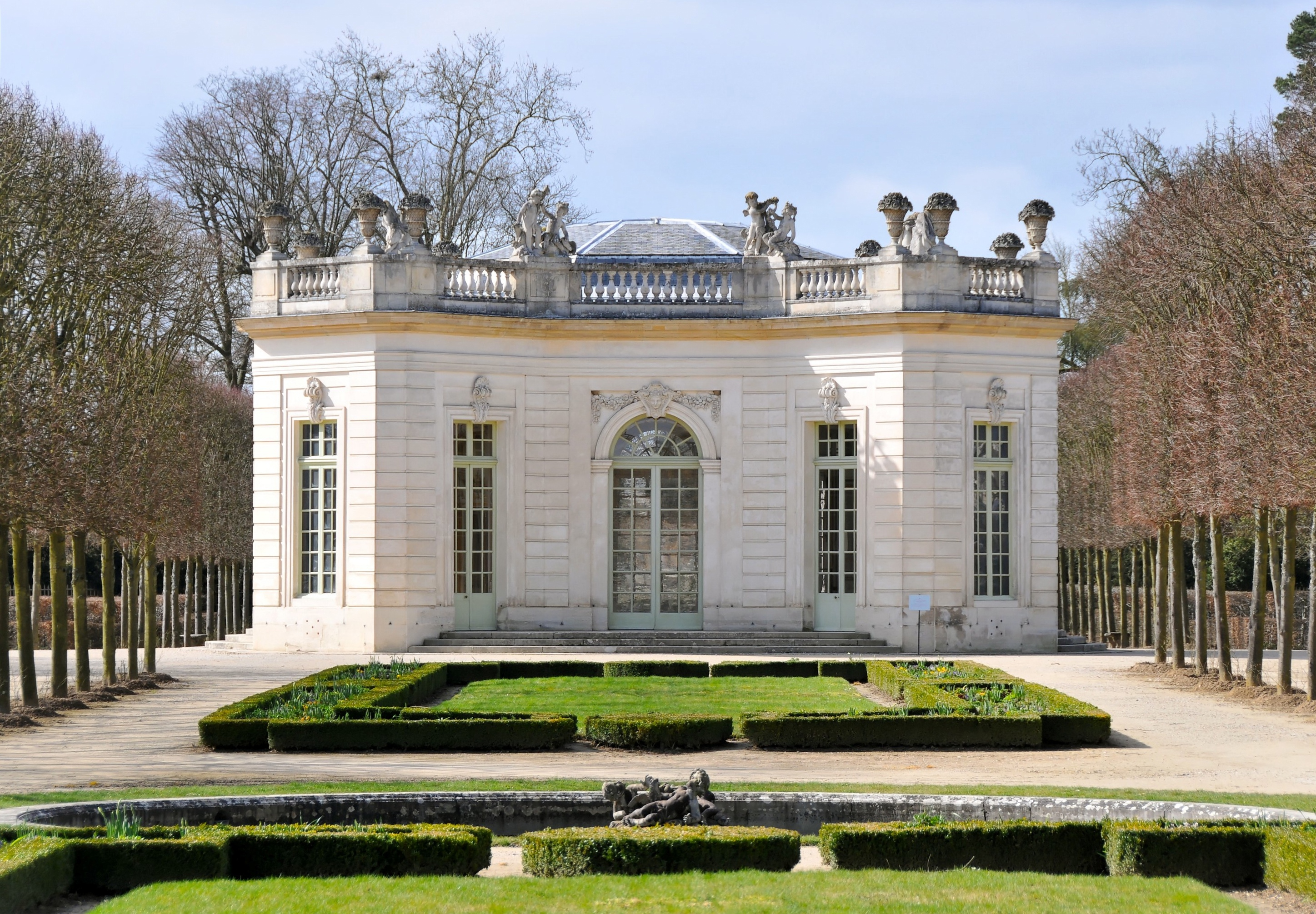
Le Pavillon français, fabrique de jardin situé dans le parc du château de Versailles.

Le terme pavillon, qui désignait initialement une tente militaire médiévale, est utilisé pour de nombreux types de bâtiments : pavillon de chasse, pavillon de plaisance, pavillon de banlieue, etc. En théorie, ceux-ci doivent présenter plus ou moins les mêmes caractéristiques que la tente médiévale : taille modeste, édifice isolé, et toit en forme de pointe.  

## Étymologie
Le terme pavillon viendrait du vieux français paveillun (XIIe siècle), et du latin papilio (papillon). On désignait ainsi la tente du seigneur en campagne. L'analogie avec l'insecte viendrait de l'aspect somptueux des tentes médiévales, d'où la notion d'une structure légère mais plaisante érigée sur un espace ouvert et à vocation secondaire.

## Définitions et typologie
Le pavillon au sens strict se définit par une construction individuelle, un recul par rapport à la voirie, un jardin à l'avant du bâtiment, la présence d'un terrain à l'arrière et l'absence de contraintes de mitoyenneté.
Selon le contexte, ses définitions sont nombreuses :

### Pavillon de guerre
Sorte de tente militaire, attesté en 1606, de plan carré, polygonal ou rond, terminée en pointe au-dessus, portée par un mât, ou arbre, central.

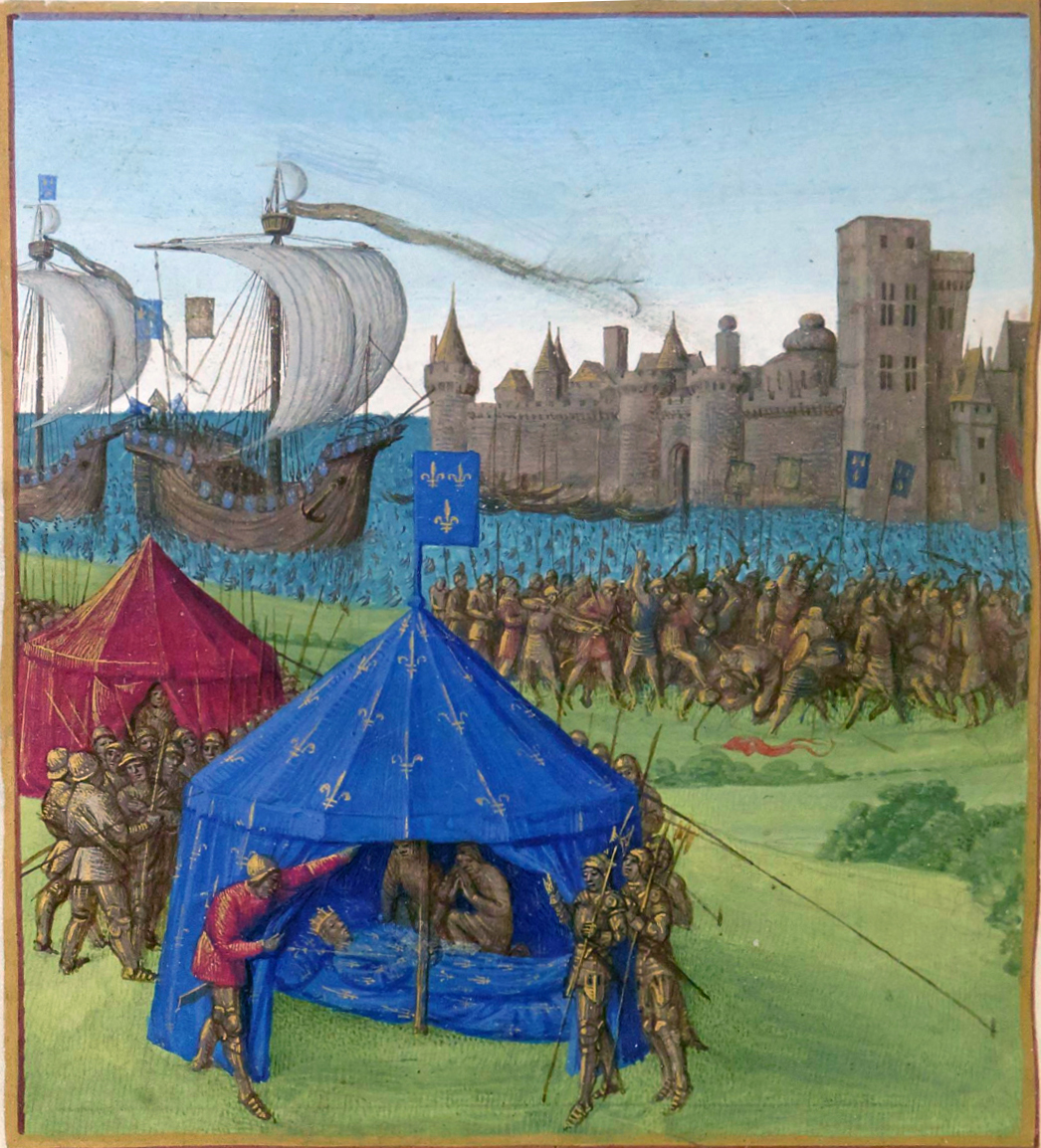
Tente médiévale en 1270 (peinture de 1460).
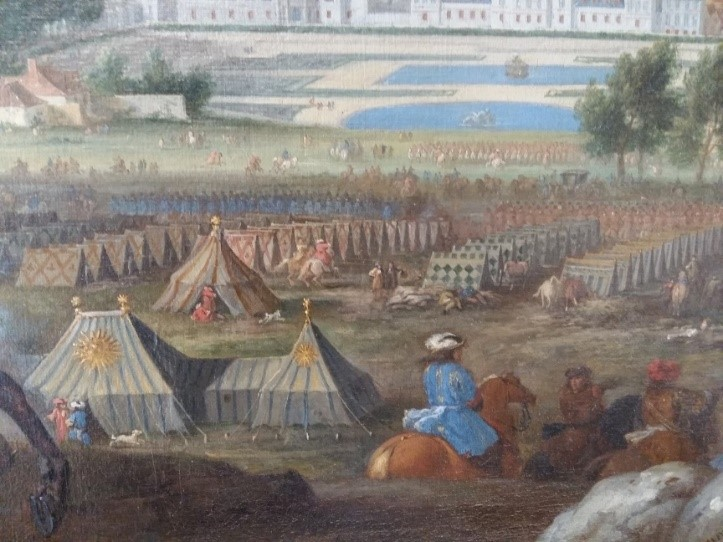
Pavillons de guerre de Louis XIV à Fontainbleau (XVIIe siècle)[1].

### Pavillon de chasse
Le terme évolue en bâtiment de cette forme (attesté 1694), très fenestré et de petite dimension en général.

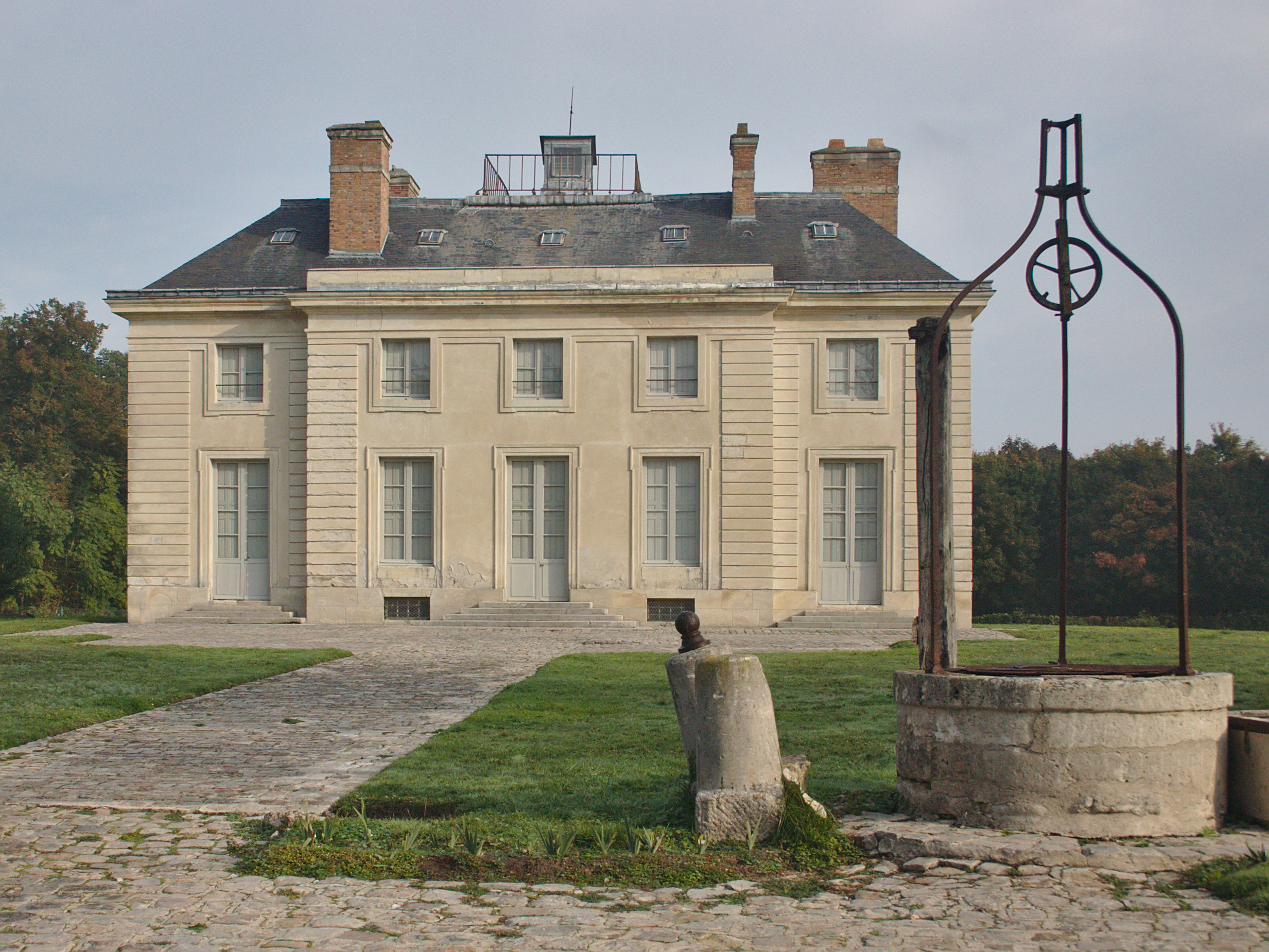
Pavillon de la Muette, pavillon de chasse à Saint-Germain-en-laye (1766-1775).
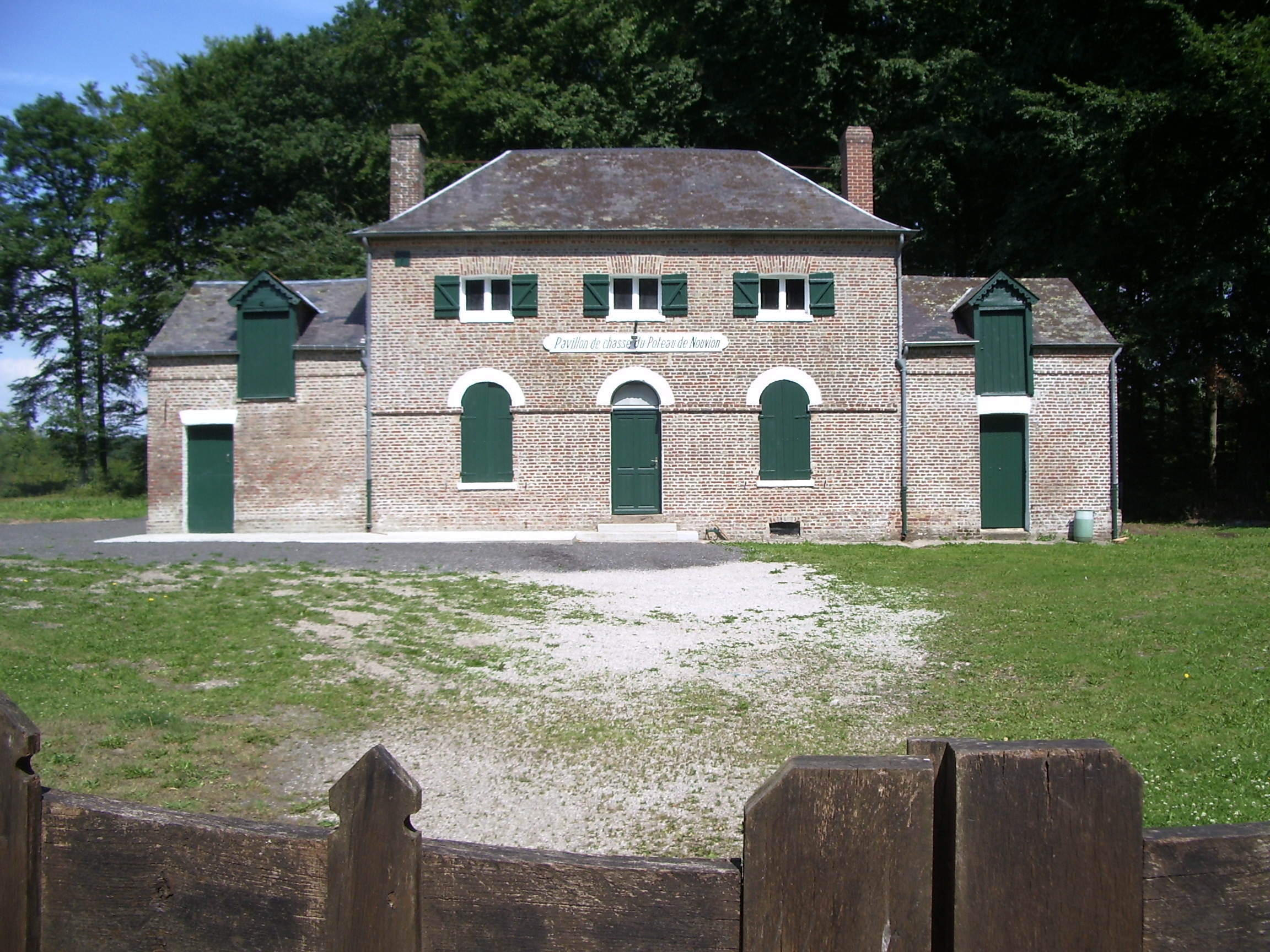
Pavillon de chasse du Poteau de Nouvion, Forêt de Crécy (Somme).

### Architecture asiatique
Des formes similaires sont typiques de l'architecture chinoise ou japonaise. Par ailleurs, le pavillon se retrouve dans un certain nombre d'œuvres d'art.

Par exemple : Temple du Pavillon d'argent, Pavillon de l'Harmonie suprême, etc.

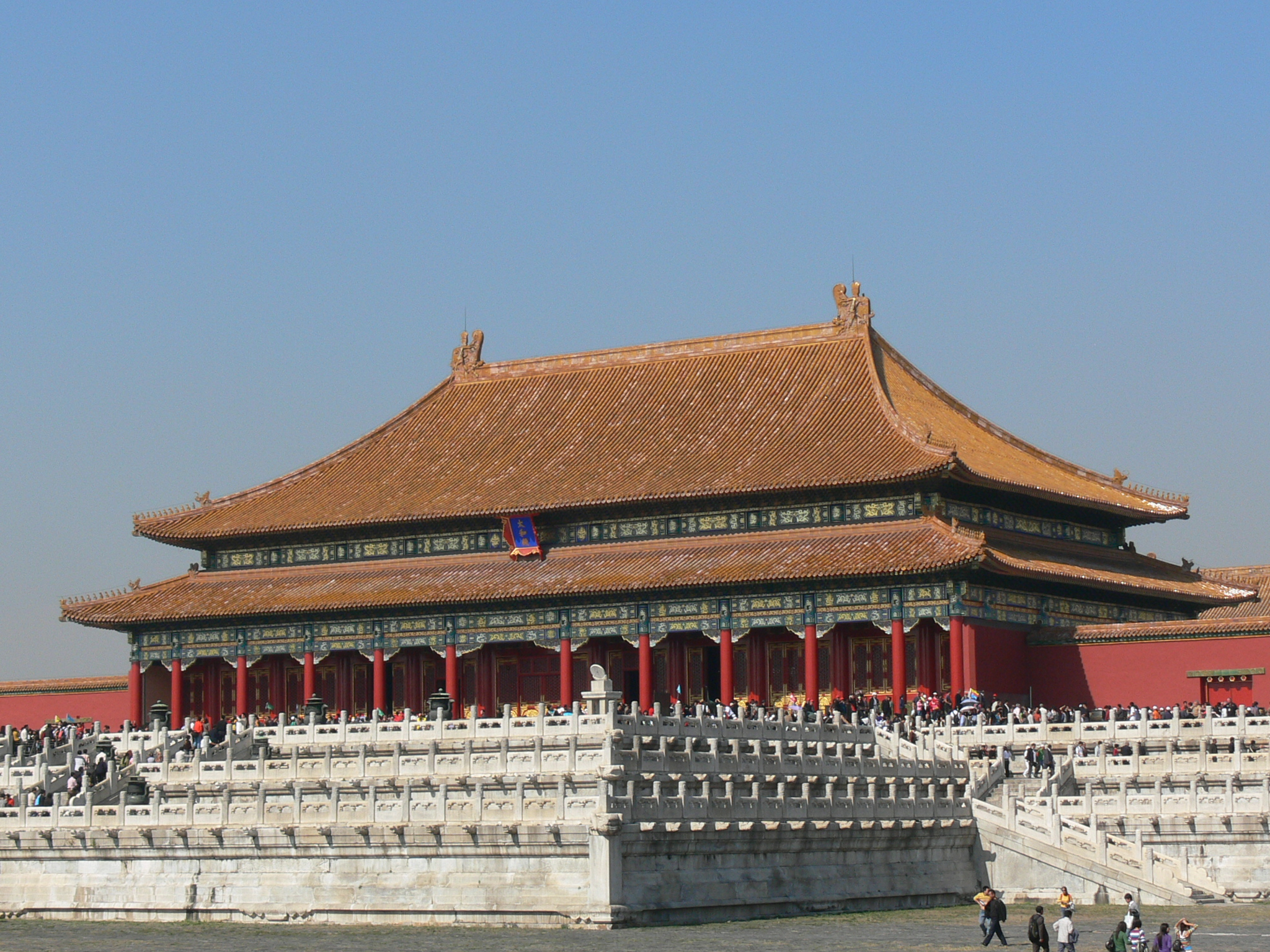
Le pavillon de l’Harmonie suprême au centre de la cité interdite à Pékin (construit en 1640, puis reconstruit plusieurs fois jusqu'en 1697).
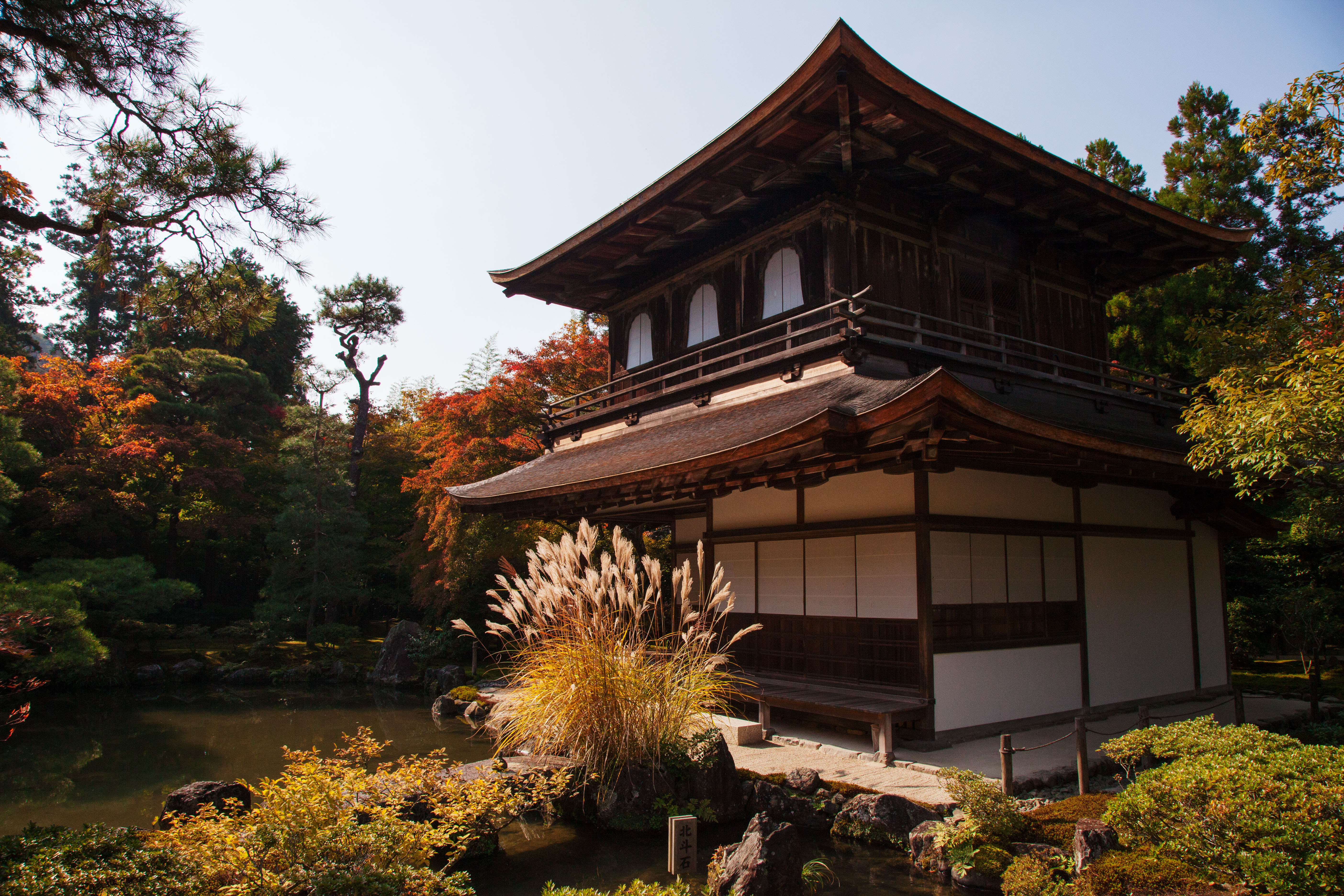
Le temple du Pavillon d'argent au Japon.
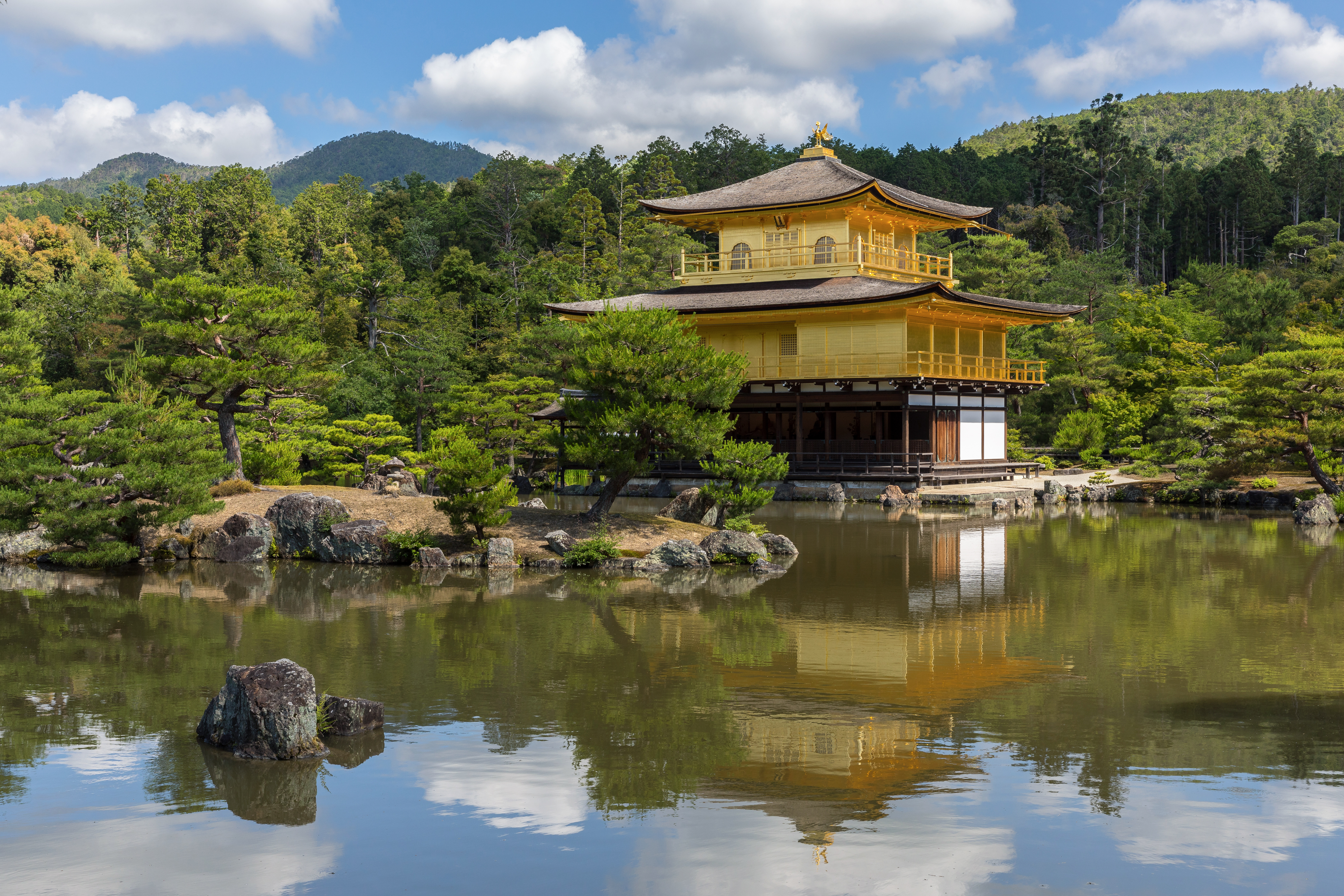
Temple du Pavillon d'or au Japon.
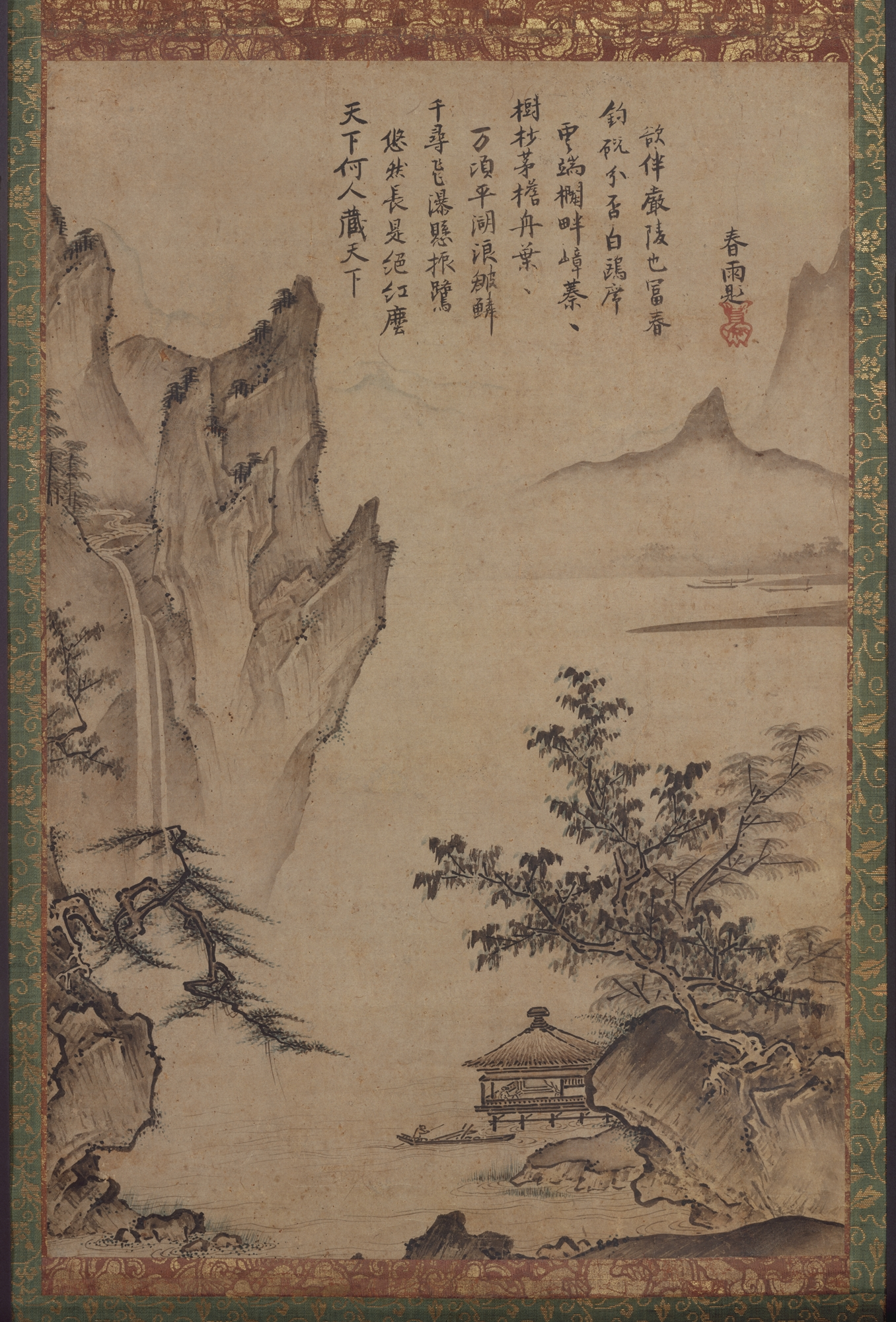
Shōkei Kenkō. Paysage avec pavillon (entre 1478 et 1480). MET.

### Pavillon de plaisance
En Europe, dans l'architecture classique des jardins XVIIIe siècle, le terme évolue aussi en édicule ou fabrique de jardin, sous diverses inspirations stylistiques, parfois même chinoises. Ne pas confondre avec le kiosque qui est, en principe, ouvert. En général ce type de bâtiment est plus proche de rotonde ou du belvédère, et conservant du pavillon en toile, la salle unique, la légèreté (fenestrage très ouvert) et la toiture en pointe. Il est souvent inclus dans une composition plus vaste, dont il constitue une annexe prestigieuse. 
Par exemple : Pavillon français, Pavillon du Rocher, Pavillon de Breteuil, etc.

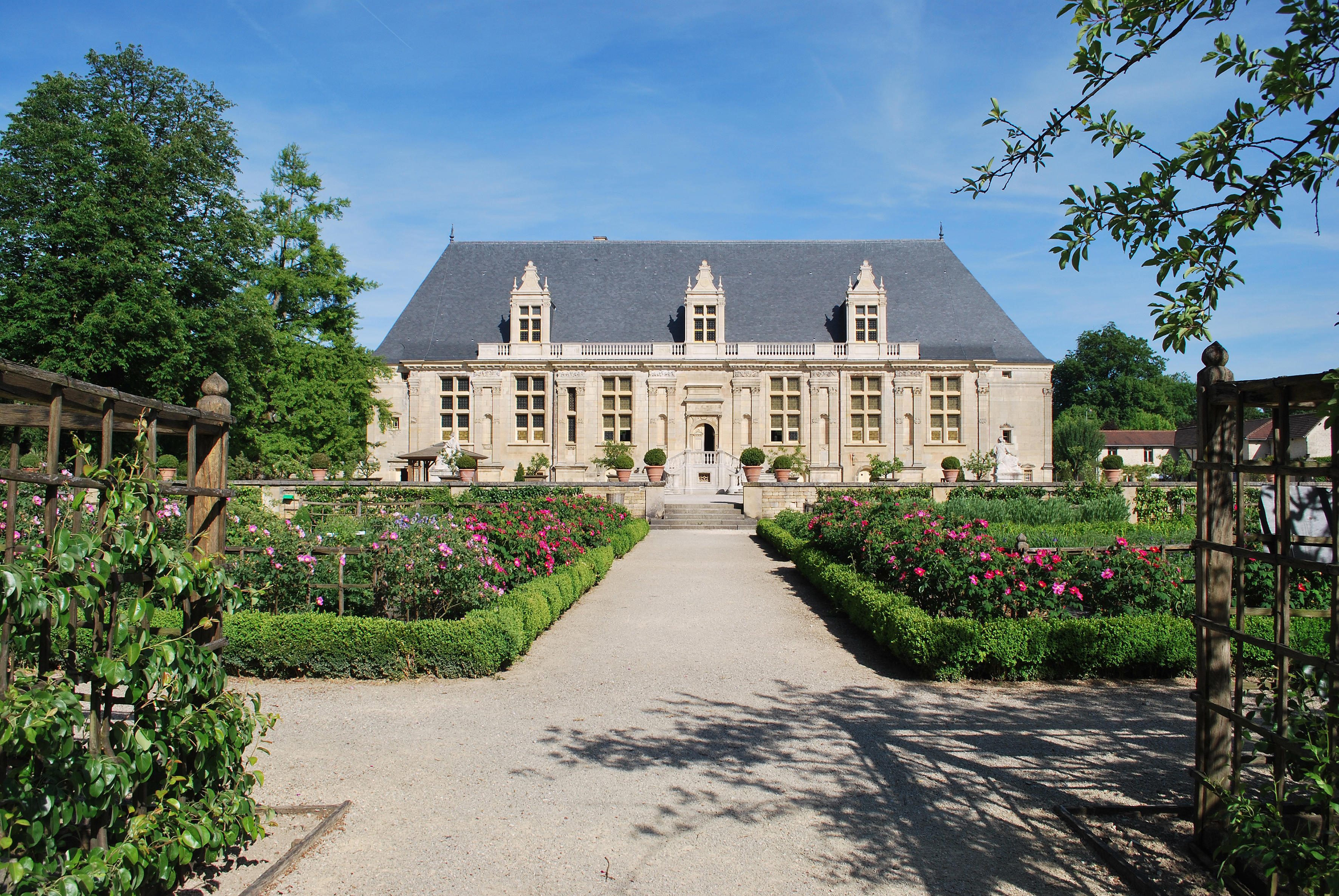
Château du Grand Jardin à Joinville (XVIe siècle).
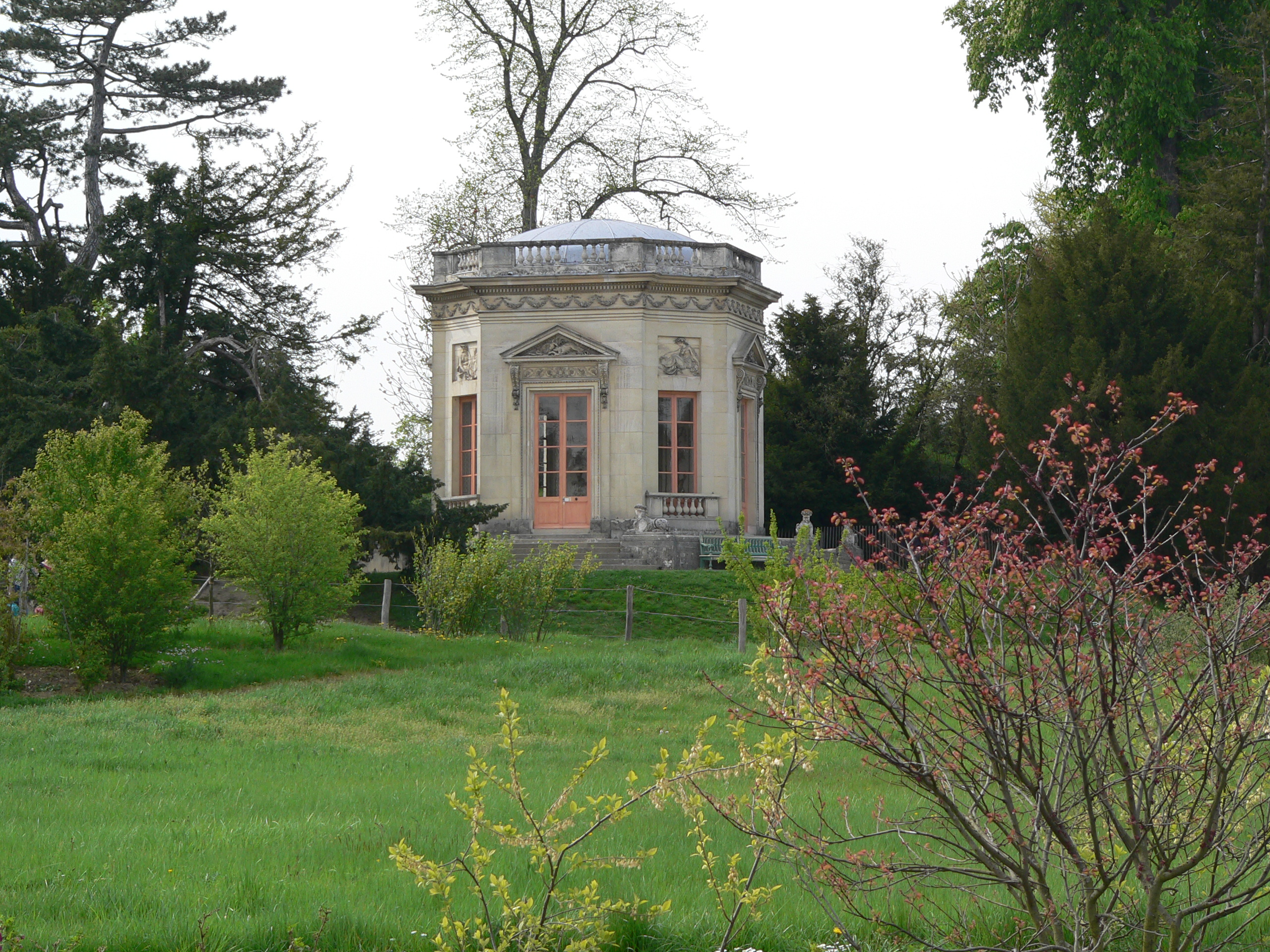
Le Belvédère, ou Pavillon du Rocher, au Petit Trianon (1781).
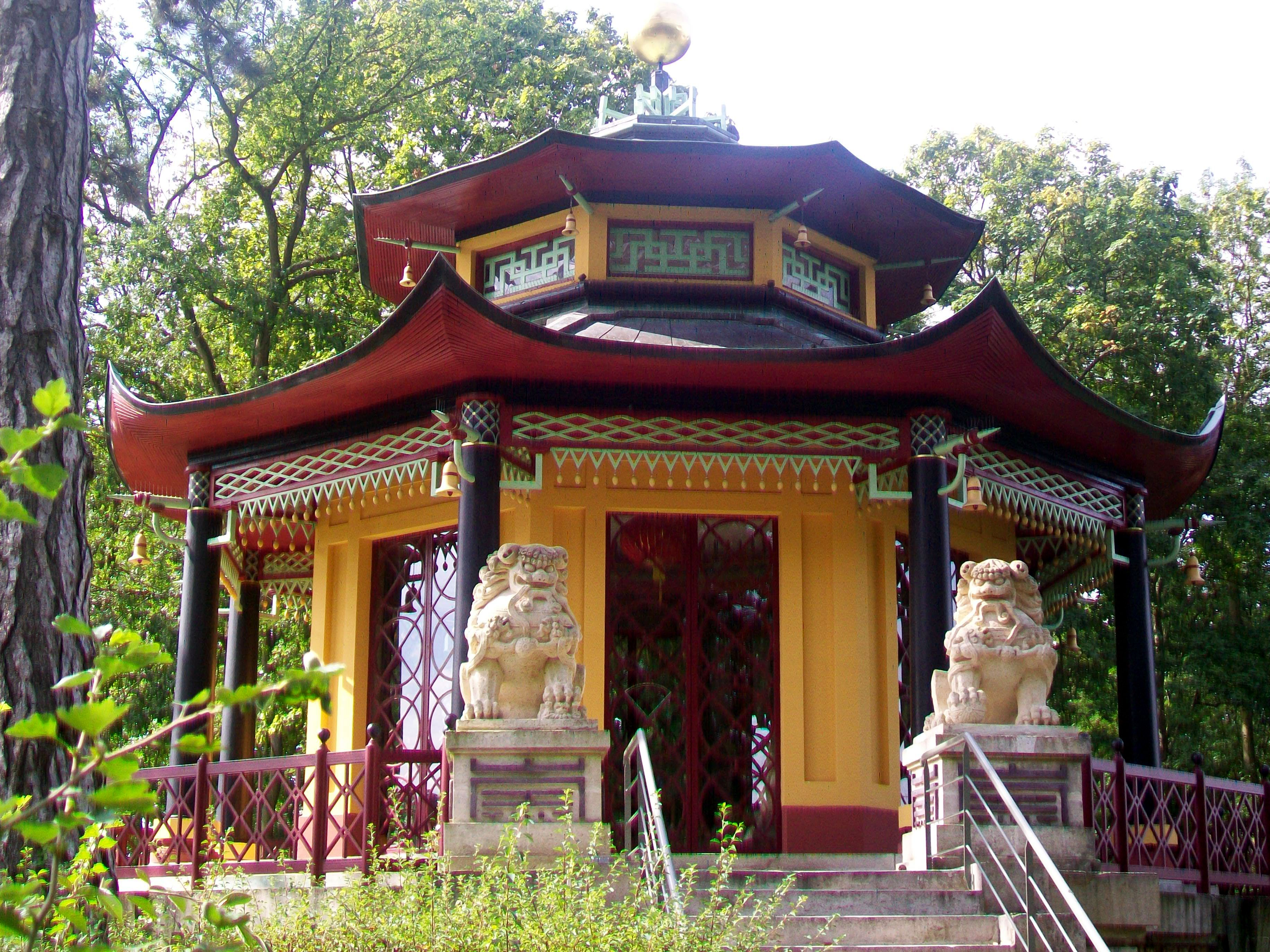
Pavillon chinois du château de Cassan, L'Isle-Adam (1781-1785)[2].

### Corps de bâtiment
Le pavillon désigne aussi un corps de bâtiment, construit en retrait ou en saillie d'un édifice important, au centre ou à un angle.

Par exemple : Pavillon de Flore, pavillons latéraux de l'hôtel de Lalande...

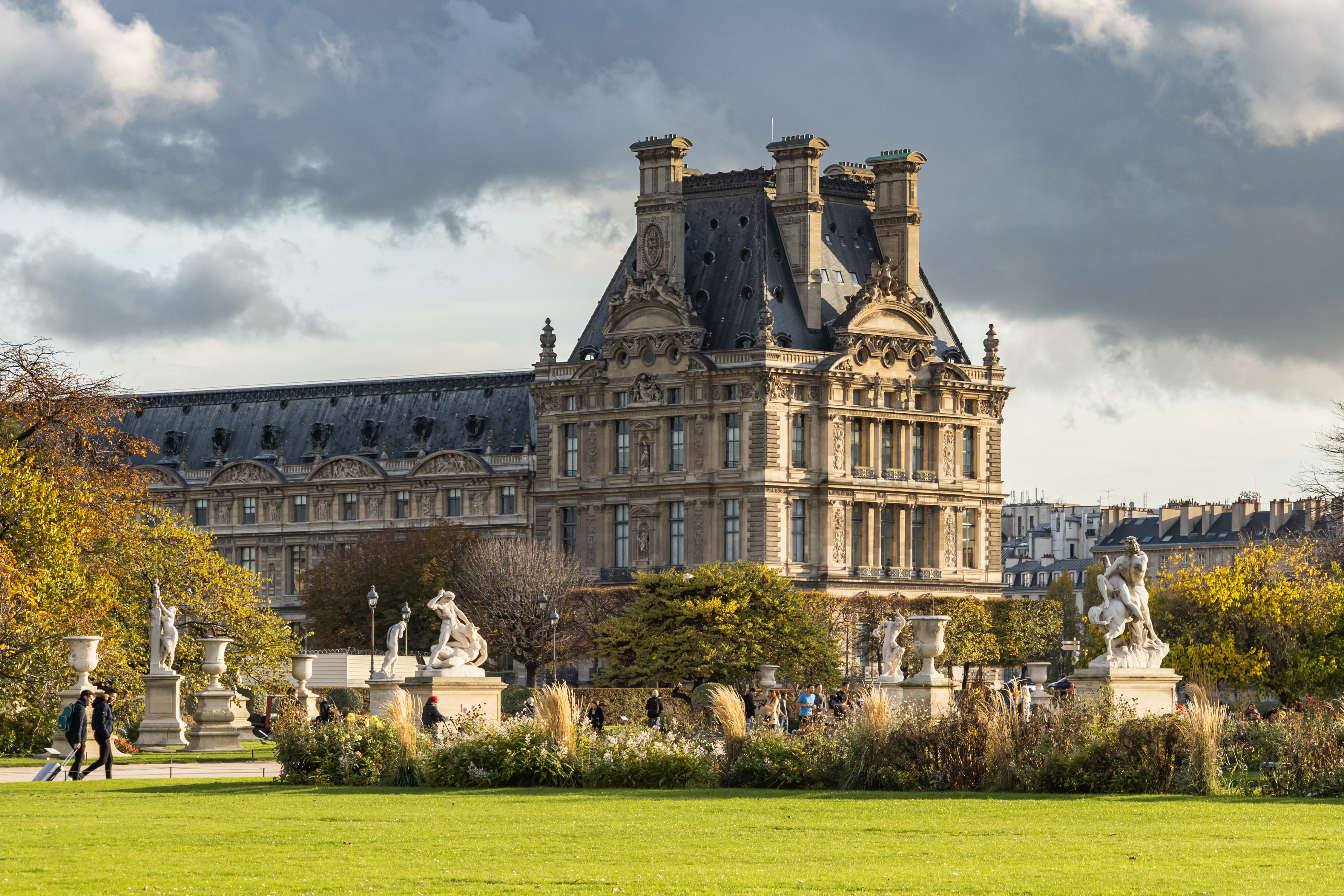
Pavillon de Flore, palais du Louvre à Paris.
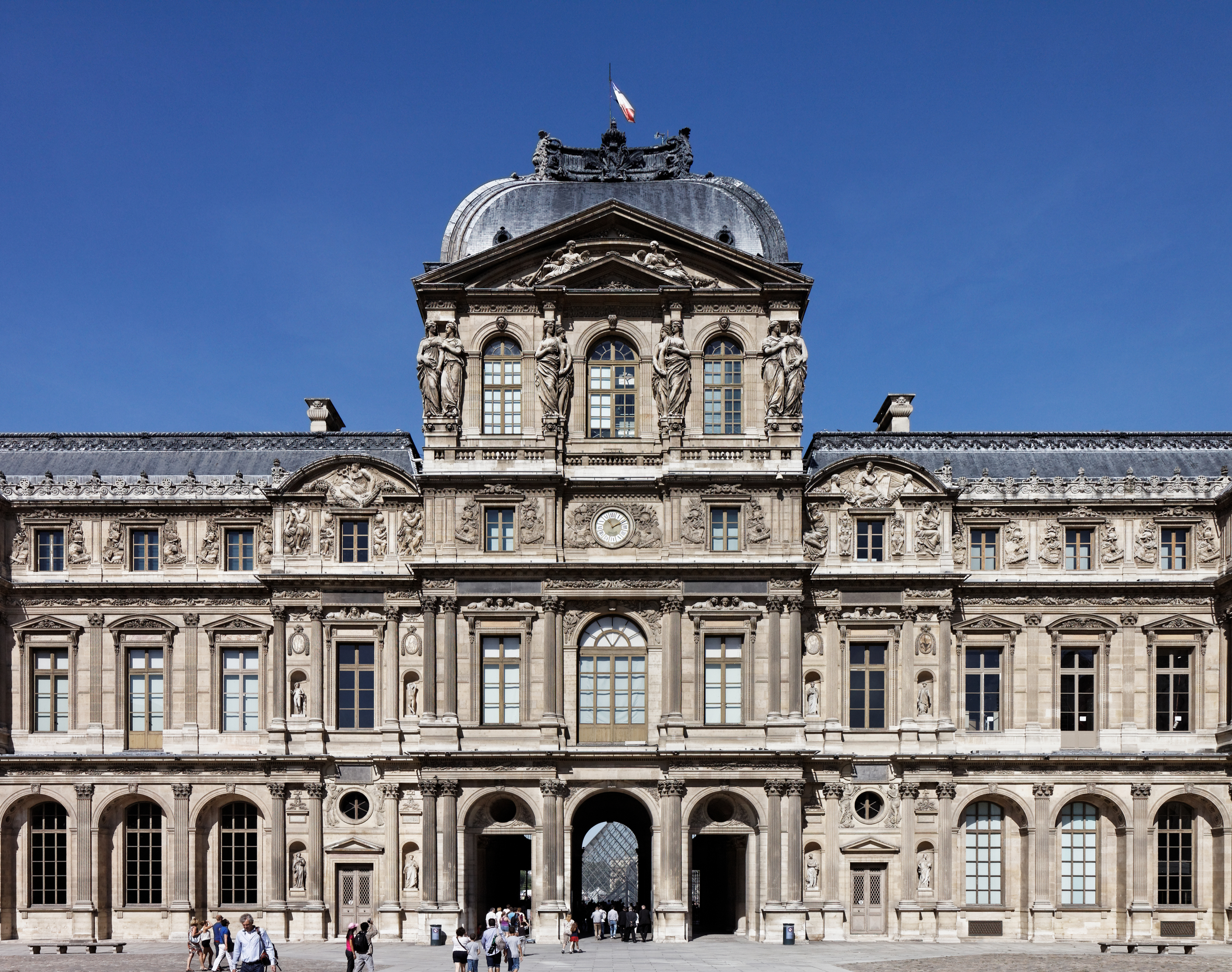
Pavillon de l'horloge, pavillon central donnant sur la cour carré du Louvre.
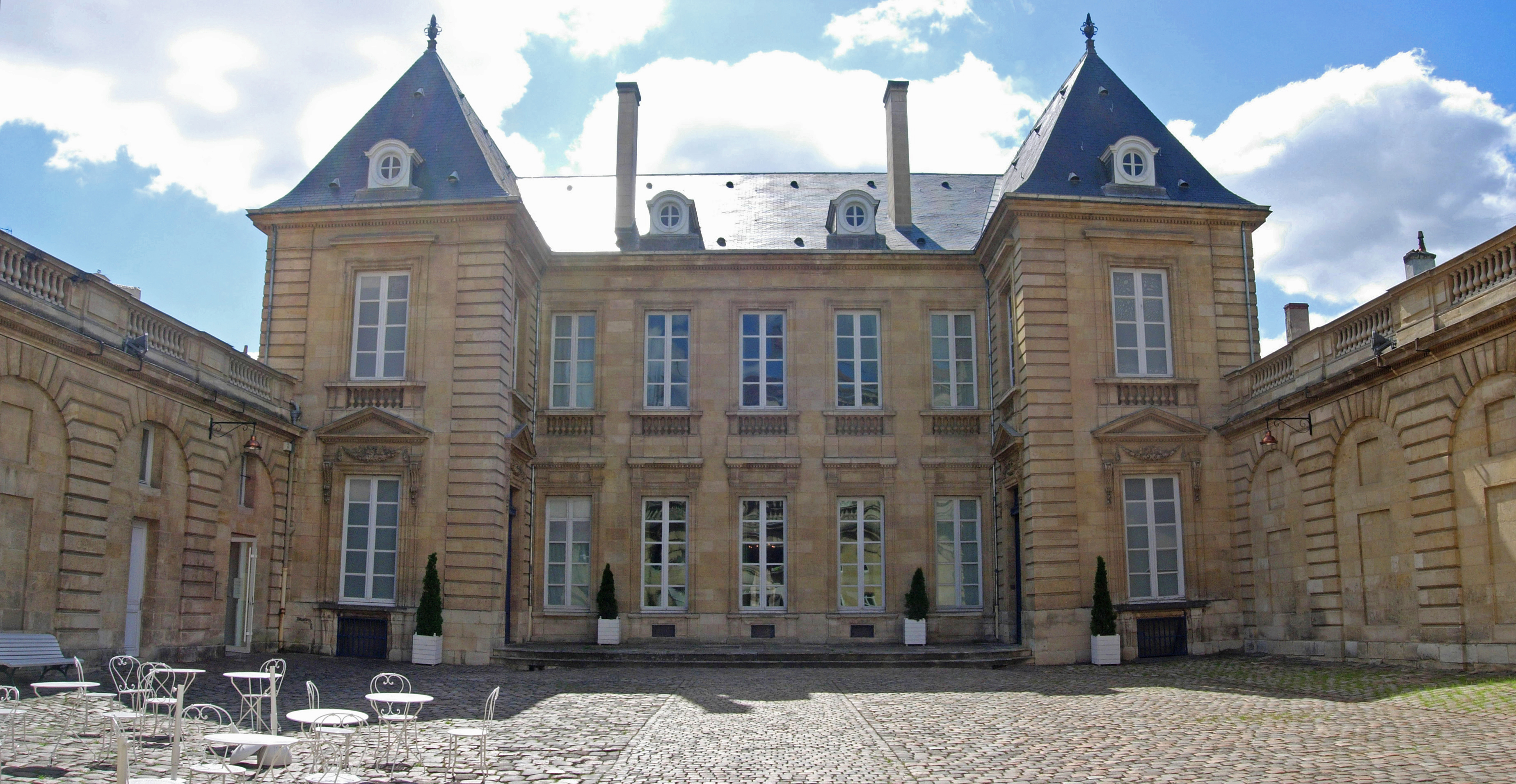
L'hôtel de Lalande bordé de ses deux pavillons, Bordeaux.

### Bâtiment annexe
Au XIXe siècle et de nos jours, le terme s'élargit aussi à de vastes constructions légères et transparentes, souvent des lieux publics en annexe de grands équipements (hôpitaux, expositions, équipement thermal, etc.).

Par exemple : pavillon des cancéreux, pavillon des Sciences, pavillon de la Grande Source à Vittel, Pavillon Charles-De Koninck, pavillons du Futuroscope, pavillons d'expositions universelles, etc.

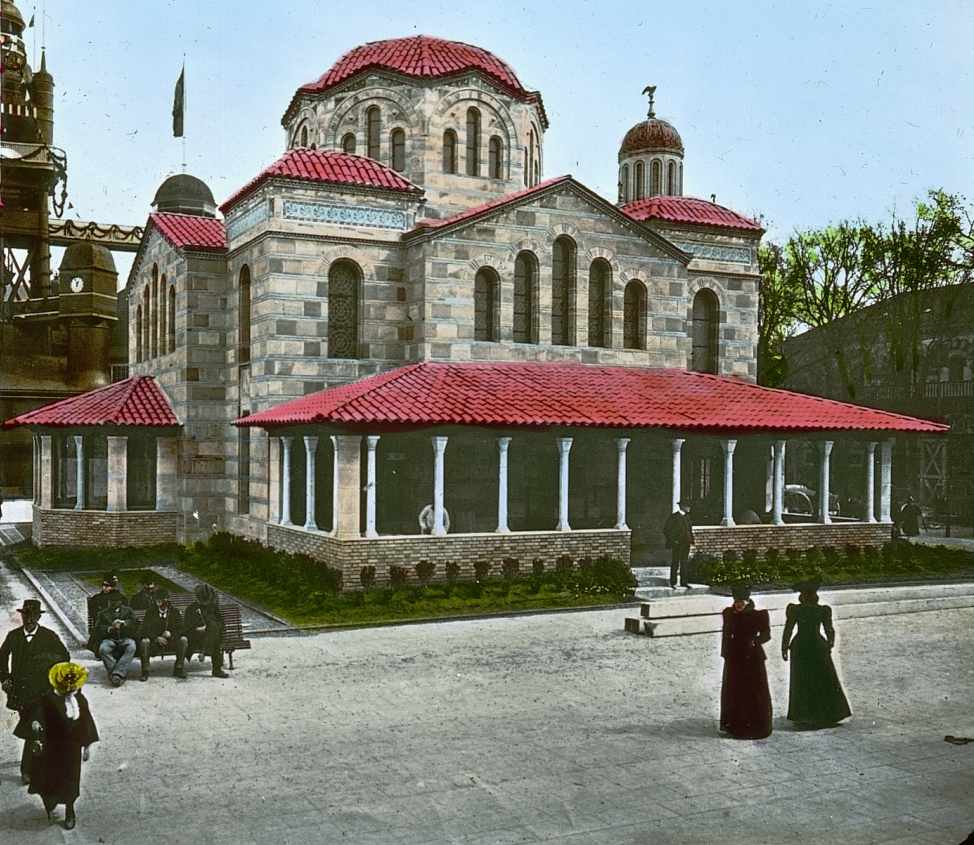
Le pavillon de la Grèce à l'exposition universelle de Paris en 1900.
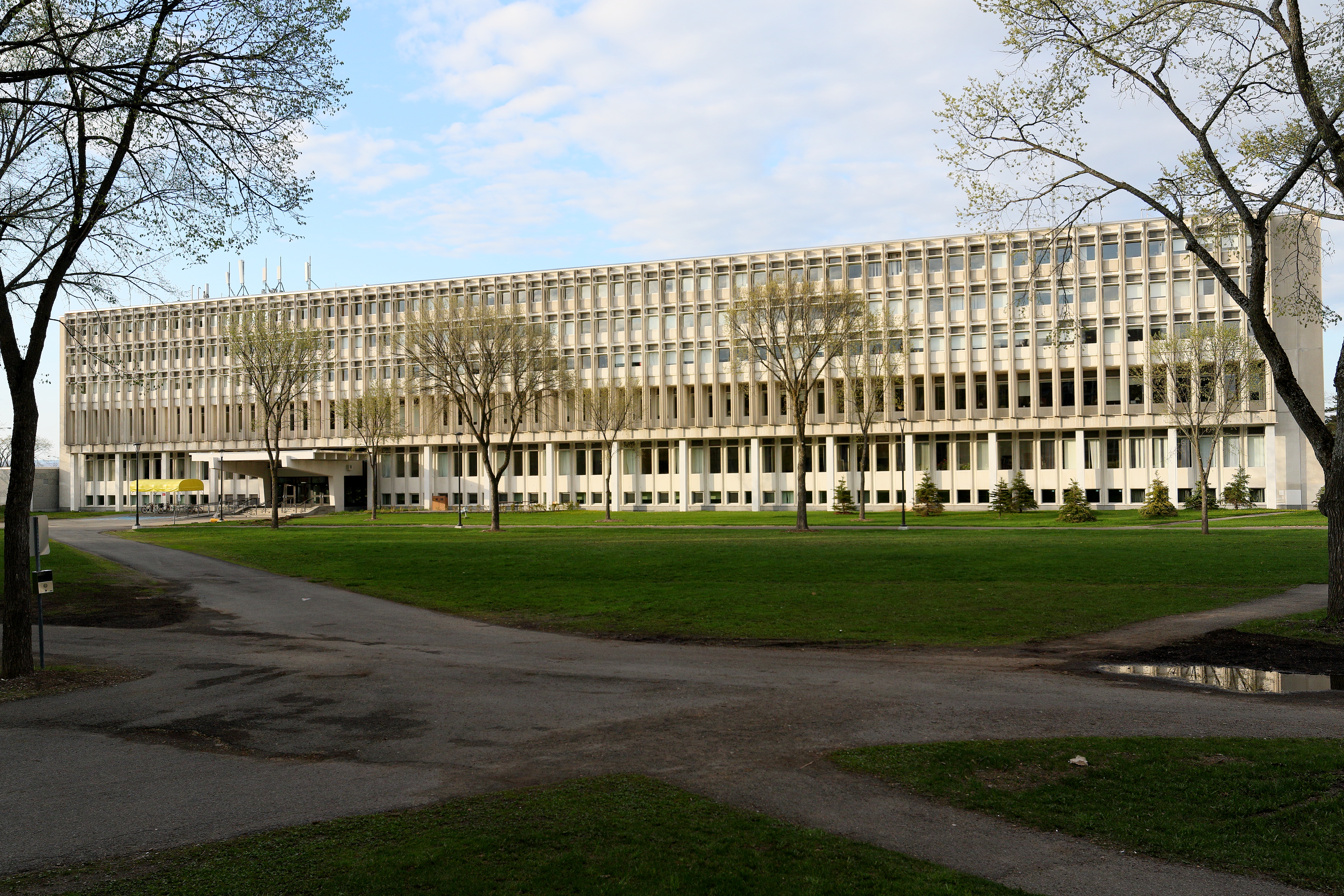
Pavillon Charles-De Koninck, à Québec.
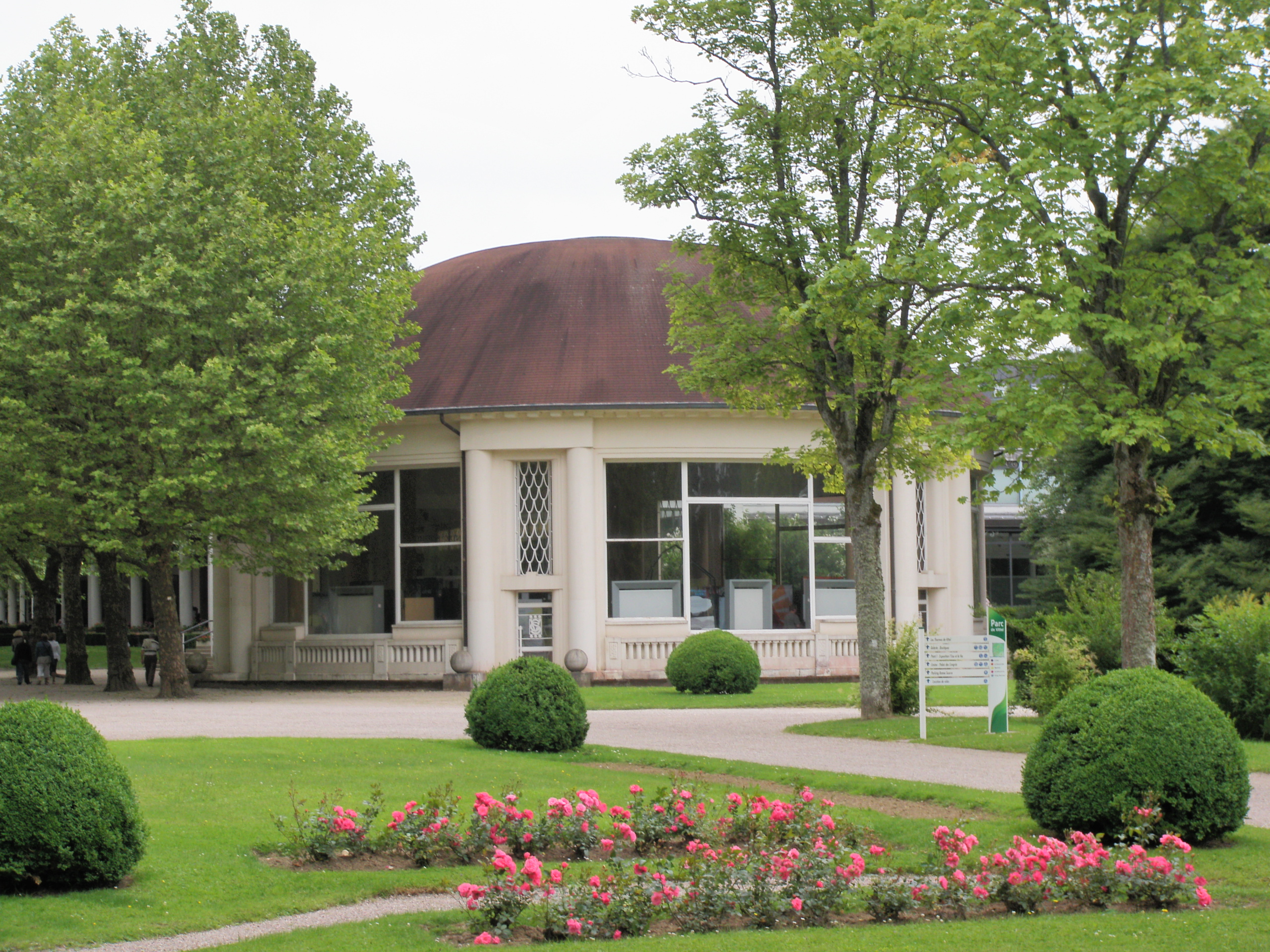
Pavillon de la Grande Source (1930), à Vittel.

### Maison individuelle
Par souvenir du sens premier, ou par flatterie, en France, le terme dérive au XXe siècle pour désigner de petites maisons quatre-façades, de dimensions modestes et souvent répétitives dans leurs modèles. Elles sont issus de l'architecture hygièniste de l'Habitation à bon marché ou du système de l'accession à la propriété en France troisième quart du XXe siècle par la loi Albin Chalandon. Il existe des villages de pavillons-témoins qui présentent des modèles types (Domexpo en région parisienne, Homexpo à Bordeaux...).

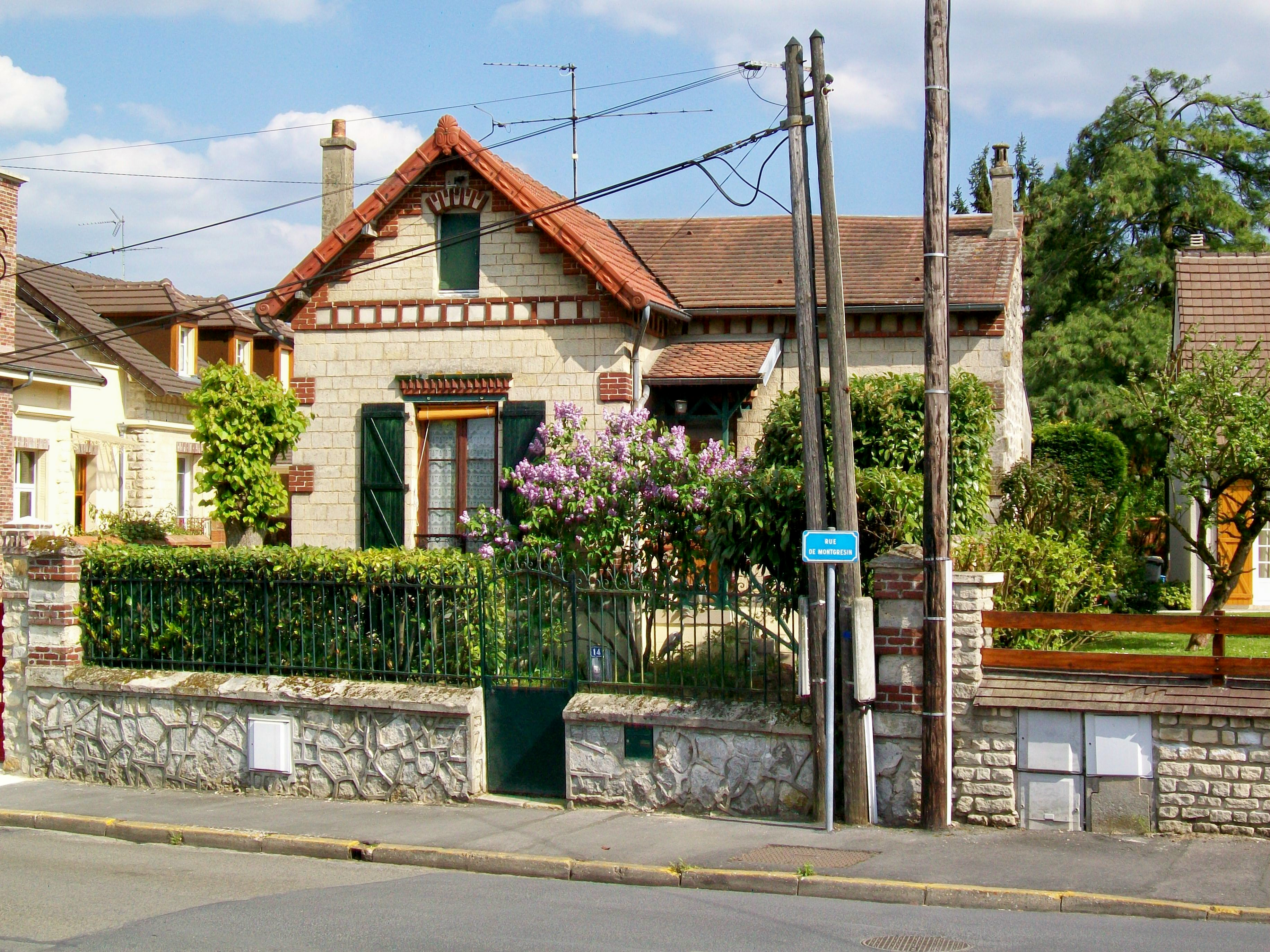
Pavillon en meulière, Orry-la-Ville.
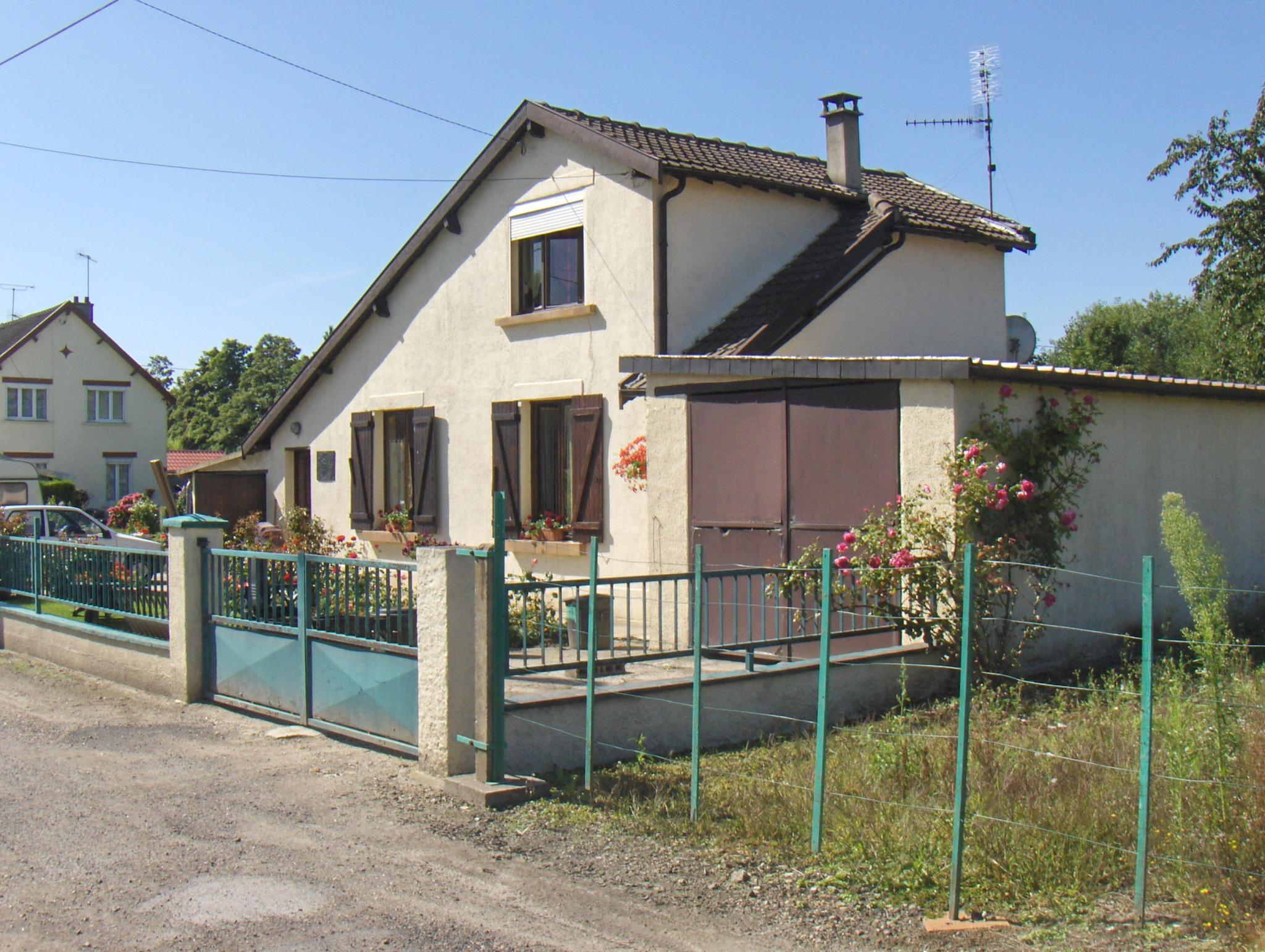
Pavillon à logement individuel dans la Cité-jardin des cheminots à Tergnier (Aisne).
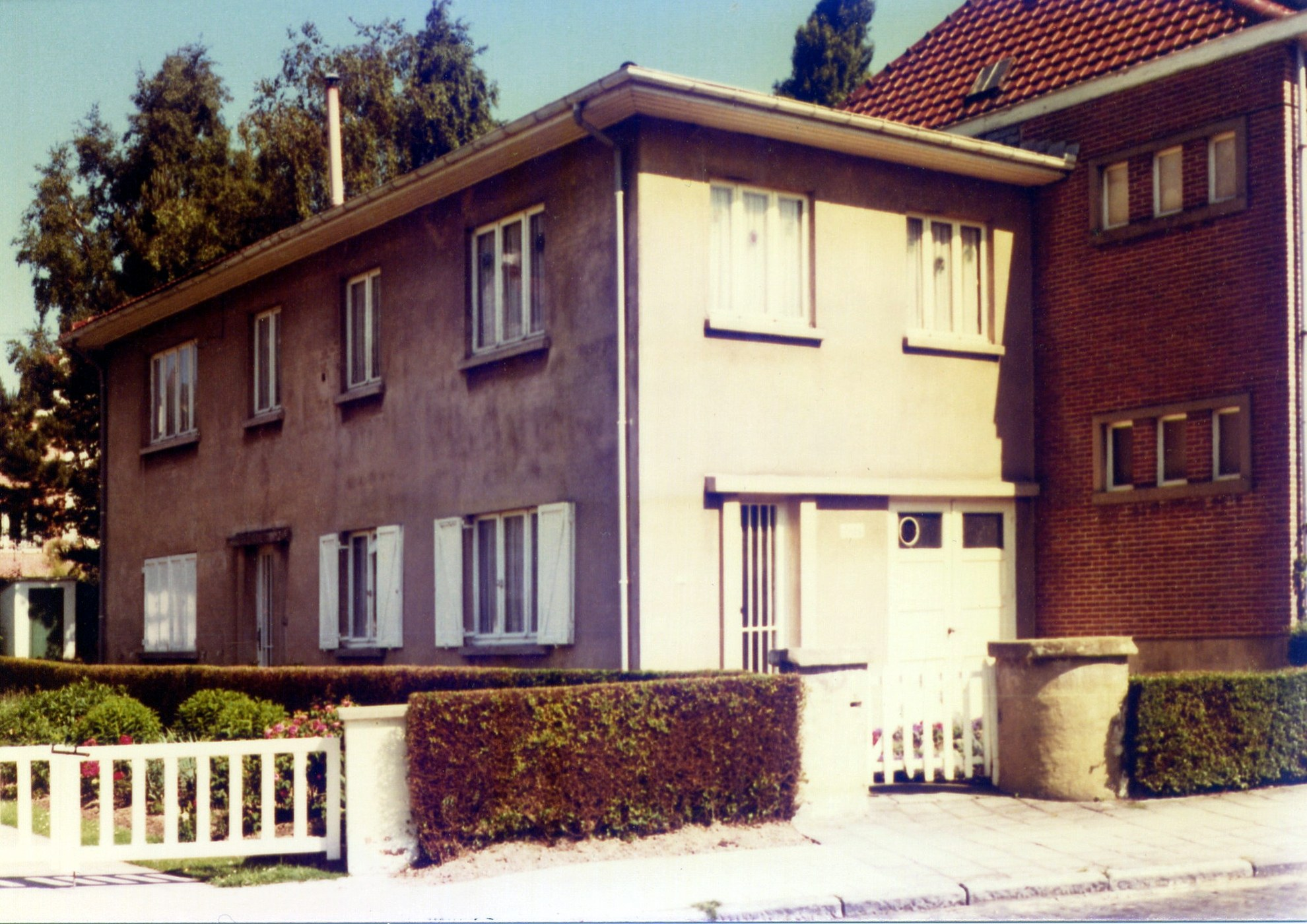
Un pavillon semi-préfabriqué à Uccle (Belgique), rue Langeveld, par l'architecte Léon van Dievoet, 1946.
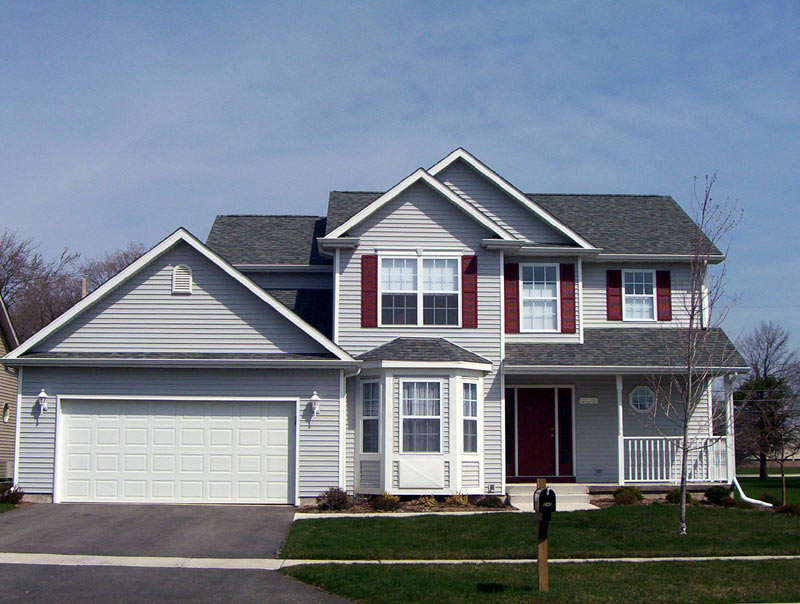
Maison pavillonnaire unifamiliale aux États-Unis.

### Toit en pavillon
L'expression « en pavillon » désigne une forme de toit à quatre versants, évoquant une tente.